# The Terror of Cosmic Loneliness
The Terror of Cosmic Loneliness je kolaborativní studiové album, které nahráli velšský zpěvák Gruff Rhys s brazilským hudebníkem Tonym da Gatorra. Vydala jej v roce 2010 společnost Turnstile. Album obsahuje jak anglicky, tak i portugalsky zpívané písně. Nahrávka vznikla ve městě São Paulo za necelý týden. Rhys prohlásil, že kvůli jazykové bariéře byla jejich jediným společným jazykem hudba.

## Seznam skladeb
| Pořadí | Název                                             | Délka |
| ------ | ------------------------------------------------- | ----- |
| 1.     | O Que tu Tem                                      | 7:05  |
| 2.     | In a House with No Mirrors (You'll Never Get Old) | 4:55  |
| 3.     | Espirito Luz                                      | 5:13  |
| 4.     | Oh! Warra Hoo!                                    | 4:05  |
| 5.     | Eu Protesto                                       | 5:00  |
| 6.     | OVNI                                              | 3:35  |
| 7.     | Voz Dos Semterra                                  | 4:47  |
| 8.     | 6868                                              | 2:13  |
| 9.     | Rap Verdade                                       | 4:36  |
| 10.    | (Peidiwch Ac) OVNI                                | 1:12  |